# Умёт-Камышинский (станция)
Умёт-Камышинский — станция Волгоградского региона Приволжской железной дороги, находится в селе Умёт, Камышинского района, Волгоградская область.
Через станцию проходит двухпутная электрифицированная железнодорожная линия общего пользования.
До 2013 года движение пригородных поездов между Саратовом и Петровым Валом было регулярным. С 8 июля 2013 года движение электропоездов на участке Овражная — Петров Вал было прекращено в связи с отсутствием транспортного заказа от Министерства транспорта и дорожного хозяйства Волгоградской области. Участок Овражная — Петров Вал остался без пригородного сообщения, а все расположенные на данном отрезке железной дороги остановочные пункты, включая 168 километр, перестали использоваться для посадки/высадки пассажиров.